# Petr Pála
Petr Pála (Praga, 2 de outubro de 1975) é um ex-tenista profissional tcheco.

## Grand Slam finais

### Duplas: (1 vice)
| Resultado | Ano  | Campeonato       | Piso   | Parceiro     | Oponente                     | Placar   |
| --------- | ---- | ---------------- | ------ | ------------ | ---------------------------- | -------- |
| Vice      | 2001 | Aberto da França | Saibro | Pavel Vízner | Mahesh Bhupathi Leander Paes | 7–6, 6–3 |